# Mjøstårnet
Mjøstårnet es un edificio de 18 plantas situado a orillas del lago Mjøsa, en la localidad de Brumunddal, Noruega. Fue inaugurado en 2019 y es el edificio de madera más alto del mundo, con 85,4 metros. Alberga un hotel, apartamentos, oficinas, un restaurante y áreas comunes, así como una piscina cubierta en la extensión de la base.
Fue diseñado por el estudio noruego Voll Arkitekter para AB Invest. La estructura de madera fue instalada por la firma noruega Moelven Limtre. Para escaleras, huecos de ascensores y balcones se utilizó madera contralaminada.